# Legio V Gallica
Die Legio V Gallica war eine Legion der römischen Armee, die um die Mitte des 1. Jahrhunderts v. Chr. vermutlich noch von Gaius Iulius Caesar, möglicherweise auch erst vom gallischen Statthalter Lucius Munatius Plancus um das Jahr 44/43 v. Chr., in Italien ausgehoben und in Gallien eingesetzt wurde.

## Geschichte der Legion
Die seit langer Zeit geführte Diskussion, ob die Legio V Gallica möglicherweise mit der Legio V Alaudae oder Legio V Macedonica identisch oder eine eigenständige Legion war, ist noch nicht abgeschlossen.
Nach Caesars Ermordung wurde die Legion in Octavians Heer übernommen und nach der Schlacht bei Actium (31 v. Chr.) vermutlich in Galatien stationiert. Nachdem dieses Klientelkönigreich einige Jahre später römische Provinz geworden war, gründete Augustus im Jahr 25 v. Chr. die Veteranenkolonie Colonia Caesarea Antiochia (Antiochia in Pisidien). Bald darauf wurden dort auch Veteranen der Legio V Gallica angesiedelt. Weitere Veteranen wurden in Berytus (Beirut) angesiedelt, bevor die Legion in den Balkan verlegt wurde und dort den Namen Legio V Macedonica erhielt.
Ein alternatives „Endszenario“ leiten andere Historiker aus der Frage ab, ob es die Legio V Gallica oder V Alaudae war, die im Jahr 17/16 v. Chr. in dem als Clades Lolliana (lateinisch: „Niederlage des Lollius“) bezeichneten Gefecht zwischen römischen Truppen und den germanischen Stämmen der Sugambrer, Tenkterer und Usipeter eine Niederlage erlitt und ihren Legionsadler verlor. Nach dieser Schlacht sei die stark angeschlagene Legio V Gallica aufgelöst worden.